# Callyna decora
Callyna decora är en fjärilsart som beskrevs av Walker 1857. Callyna decora ingår i släktet Callyna och familjen nattflyn. Inga underarter finns listade i Catalogue of Life.